# Culemborg
Culemborg este o comună și o localitate în provincia Gelderland, Țările de Jos. 

## Personalități născute aici
- Jan van Riebeeck (1619 - 1677), navigator, colonist.